# Top Five
Pour plus de détails, voir Fiche technique et Distribution.
Top Five est un film américain réalisé par Chris Rock, sorti en 2014.

## Synopsis
Un acteur comique, ayant marre de faire du stand-up, s'est lancé récemment dans un registre plus sérieux. À la veille de son mariage avec une star de la télé-réalité, il se livre alors dans une interview donnée par une séduisante journaliste, qui l'avait, en secret très critiqué par le passé.

## Fiche technique
- Titre original : Top Five
- Titre québécois :
- Réalisation : Chris Rock
- Scénario : Chris Rock
- Costumes :
- Photographie :
- Montage :
- Musique : Ahmir Thompson et Ludwig Göransson
- Production : IAC Films / Scott Rudin Productions
- Société de distribution : Paramount Pictures
- Pays d'origine :  États-Unis
- Langue : Anglais
- Genre : Comédie
- Format :
- Durée : 102 minutes
- Dates de sortie : États-Unis : 12 décembre 2014
- Classification : tout public

## Distribution
- Chris Rock (VF : Lucien Jean-Baptiste) : Andre Allen
- Rosario Dawson (VF : Géraldine Asselin) : Chelsea Brown, la journaliste
- J. B. Smoove (VF : Christophe Peyroux) : Silk, le garde du corps d'André
- Gabrielle Union (VF : Dorothée Pousséo) : Erica Long, la fiancée d'Andre
- Romany Malco (VF : Jean-Baptiste Anoumon) : Benny Barnes
- Hayley Marie Norman (en) : Tammy
- Anders Holm (VF : Benoît DuPac) : Brad
- Cedric the Entertainer (VF : Frédéric Souterelle) : Jazzy Dee
- Karlie Redd (en) (VF : Emmanuelle Rivière) : Rhonda
- Teddy Coluca : Maurice
- Annaleigh Ashford : Michele
- Ben Vereen (VF : Gérard Dessalles) : Carl Allen, le père d'André
- Michael Che : Paul
- Sherri Shepherd (VF : Annabelle Roux) : Vanessa
- Jay Pharoah : Mike
- Tracy Morgan (VF : Gilles Morvan) : Fred
- Hassan Johnson (en) (VF : Mohad Sanou) : Craig
- Leslie Jones : Lisa
- Luis Guzmán (VF : Jean-Marc Charrier) : Bobby, le policier
- Kevin Hart (VF : Diouc Koma) : Charles
- Brian Regan (en) (VF : Bruno Dubernat) : l'ingénieur
- Tichina Arnold : le manager du cinéma
- Rachel Feinstein (en) : l'attachée de presse
- Greta Lee : Pill Girl
- Matthew Wilkas (VF : Raphaël Cohen) : Ryan
- Olga Merediz (en) : la mère de Chelsea
- Míriam Colón : la grand-mère de Chelsea
- Charlie Rose (VF : Jean-Pierre Leroux) : lui-même
- Bruce Bruce (en) (VF : Jean-Luc Atlan) : lui-même
- Taraji P. Henson : elle-même
- Gabourey Sidibe : elle-même
- Whoopi Goldberg (VF : Maïk Darah) : elle-même
- Adam Sandler (VF : Serge Faliu) : lui-même
- DMX (VF : David Krüger) : lui-même
- Jim Norton : lui-même
- Jerry Seinfeld (VF : Jean-Claude Montalban) : lui-même (non crédité)

 Source et légende : version française (VF) sur RS Doublage et selon le carton du doublage français sur le DVD zone 2.